# Stagonospora neglecta
Stagonospora neglecta är en svampart som först beskrevs av Westend., och fick sitt nu gällande namn av Pier Andrea Saccardo 1884. Stagonospora neglecta ingår i släktet Stagonospora och familjen Phaeosphaeriaceae.  Utöver nominatformen finns också underarten colorata.